# 용루각 2: 신들의 밤
《용루각2: 신들의 밤》은 2021년에 개봉한 대한민국의 영화이다.

## 캐스팅
- 지일주 : 철민 역
- 박정화 : 지혜 역
- 장의수 : 승진 역
- 정의욱 : 곽 사장 역
- 서지후 : 영찬 역
- 이필모 : 오성 역
- 장동 : 일우 역
- 신윤정 : 혜원 역
- 한다솔 : 은영 역
- 민채은 : 영은 역
- 정윤서 : 정숙 역
- 김경익 : 김 의원 역
- 동근 : 명식 역
- 오경민 : 명식 오른팔 역
- 나규진 : 명식 왼팔 역
- 우태 : 민석 역
- 김성호 : 민석친구 1 역
- 이희범 : 민석친구 2 역
- 채승우 : 민석친구 3 역
- 김현태 : 오성부하 1 역
- 조현수 : 오성부하 2 역
- 권일훈 : 일월교 조직원 역
- 양한석 : 일월교 조직원 역
- 황민형 : 일월교 조직원 역
- 원진호 : 일월교 조직원 역
- 만승 : 일월교 조직원 역
- 정흥석 : 일월교 조직원 역
- 최준환 : 일월교 조직원 역
- 오영철 : 일월교 조직원 역
- 최재영 : 일월교 조직원 역
- 성엽 : 일월교 조직원 역
- 이유근 : 일월교 조직원 역
- 박진규 : 일월교 조직원 역
- 김용군 : 일월교 조직원 역
- 오세규 : 일월교 신자 역
- 이주현 : 일월교 신자 역
- 김유성 : 일월교 신자 역
- 배은영 : 여신도 역
- 서유진 : 여고생 역
- 구아라 : 여고생 역
- 신승환 : 광신도 역
- 김미지 : 광신도 역
- 채송화 : 광신도 역
- 문지원 : 광신도 역
- 강소희 : 광신도 역
- 한태경 : 광신도 역
- 윤영숙 : 광신도 역
- 구은경 : 광신도 역
- 강은주 : 광신도 역
- 하윤비 : 광신도 역
- 윤진수 : 광신도 역
- 정윤영 : 광신도 역
- 심영재 : 광신도 역
- 정은규 : 광신도 역
- 석예린 : 광신도 역
- 최혜리 : 광신도 역
- 이선영 : 광신도 역
- 양희진 : 광신도 역
- 성은지 : 광신도 역
- 박태현 : 광신도 역
- 김미승 : 광신도 역
- 박서영 : 광신도 역
- 왕인자 : 광신도 역
- 유지은 : 광신도 역
- 박석명 : 광신도 역
- 한나 : 광신도 역
- 최유진 : 광신도 역
- 박단비 : 카페간호사 역
- 김진수 : 카페환자 역
- 배홍석 : 용태 역
- 오지호 : 김 신부 역 (특별출연)
- 임형준 : 최 판사 역 (특별출연)